# Syndrome paranéoplasique
 (septembre 2022).
Si vous disposez d'ouvrages ou d'articles de référence ou si vous connaissez des sites web de qualité traitant du thème abordé ici, merci de compléter l'article en donnant les références utiles à sa vérifiabilité et en les liant à la section « Notes et références ».
 Mise en garde médicale
Un syndrome paranéoplasique est un ensemble d'anomalies — syndrome — pouvant accompagner certains cancers. Ces anomalies ne sont pas en relation directe avec la tumeur, mais sont des manifestations systémiques survenant à distance de l'endroit où se développe le cancer du fait d'une substance produite par la tumeur ou dans le cadre d'une réponse immunitaire contre la tumeur. Il s'agit de syndromes rares, surtout retrouvés dans une minorité des cancers intrathoraciques et digestifs.
Le syndrome paranéoplasique accompagne parfois la tumeur dans son évolution : il la précède souvent, il régresse parfois avec son traitement, surtout pour certains syndromes neurologiques paranéoplasiques, disparaît avec sa guérison et réapparaît en cas de rechute. Son traitement est donc étiologique : il consiste à traiter le cancer responsable du syndrome paranéoplasique.
Il se manifeste par des troubles neurologiques, endocriniens, hématologiques, dermatologiques, osseux ou articulaires.

## Troubles endocriniens
Ils correspondent à la sécrétion ectopique et inappropriée d'une hormone ou d'une substance proche d'une hormone par du tissu cancéreux non endocrinien.

### Syndrome de Zollinger-Ellison
Le syndrome de Zollinger-Ellison est un syndrome caractérisé par des ulcères digestifs graves, souvent multiples, résistant aux traitements usuels, avec hypersécrétion et hyperacidité importante de la muqueuse gastrique.
Ces ulcères sont secondaires, provoqués par des tumeurs de cellules du pancréas produisant en abondance de la gastrine qui stimule la sécrétion gastrique acide maximale.

### Syndrome de Schwartz-Bartter
Le syndrome de Schwartz-Bartter (ou le syndrome de sécrétion inappropriée d'hormone anti-diurétique, SIADH) se rencontre essentiellement dans les cancers bronchiques à petites cellules et consiste en une sécrétion inappropriée d'hormone antidiurétique. Elle entraîne une rétention d'eau et une hyponatrémie par dilution (c'est-à-dire une diminution de la concentration de sodium dans le sang à cause de la rétention d'eau) pouvant conduire au coma ou à la mort en absence de traitement.
Le traitement du syndrome de Schwartz-Bartter consiste à remonter la natrémie de manière très lente afin de ne pas provoquer une destruction de la myéline du tronc cérébral (myélinolyse centropontine).

### Syndrome cushingoïde
La sécrétion ectopique d'ACTH (syndrome cushingoïde) des cancers bronchiques à petites cellules.

### Sécrétion ectopique d'hormone de croissance (GH)
La sécrétion ectopique de GH (expliquant peut-être l'ostéoarthropathie hypertrophiante de Pierre Marie : doigts en baguette de tambour) dans les cancers bronchiques et gastriques.

### Sécrétion ectopique d'hormone chorionique gonadotrope (HCG)
La sécrétion ectopique d'HCG par les choriocarcinomes et les tumeurs germinales non séminomateuses, qu'elles soient gonadiques ou non, pouvant entraîner une gynécomastie bilatérale,

### Sécrétion ectopique de parathormone (PTH)
La sécrétion ectopique de PTH occasionne une hypercalcémie sans métastases osseuses, par hypersécrétion de PTHrP. C'est une des causes d'hyperparathyroïdie secondaire.

## Troubles hématologiques

### Anémies
L'anémie est une anomalie de l'hémogramme caractérisée par une diminution de la concentration en hémoglobine intraérythrocytaire (et quelquefois par le manque d'érythrocytes ou globules rouges). Ce manque entraîne un mauvais transport du dioxygène par le sang.
Elle est diagnostiquée par la numération formule sanguine, un examen effectué sur une prise de sang.
Si la baisse concerne les globules rouges et les thrombocytes ou les leucocytes, on parle alors de bicytopénie. Si les trois lignées sont abaissées, on parle de pancytopénie.

### Leucostases
La leucostase est une anomalie de l'hémogramme (GB > 100 000 /mm3) aboutissant à une accumulation de globules blancs dans les capillaires, principalement au niveau du poumon, du foie, du rein ou encore du cerveau. L'étiologie principale est la leucémie aigüe.

### Polyglobulies
- Dans le cancer du rein (carcinome à cellules claires)
- Dans le cancer du foie (CHC) et dans les hémangioblastomes du cervelet et les fibromes utérins (mais tumeurs bénignes).

### Thrombocytose
Anomalie de l'hémogramme caractérisée par une augmentation du nombre de plaquettes circulantes.

### Thrombopénie
La thrombopénie est caractérisée par la diminution du nombre de thrombocytes (plaquettes) dans le sang. On parle de thrombopénie lorsque le nombre de thrombocytes est inférieur à 150 000/mm³.

### Troubles de la coagulation
Syndrome de Trousseau d'hypercoagulabilité avec thromboses multiples mouvantes.

## Troubles cutanéo-articulaires

### Acanthosis nigricans
L'acanthosis nigricans est l'épaississement de la peau des grands plis ; il s'accompagne d'une hyperpigmentation. Il peut être associé à des tumeurs malignes essentiellement abdominales. Il est parfois associé à d'autres syndromes paranéoplasiques tels la papillomatose cutanée floride ou le signe de Leser-Trélat,.

### Dermatopolymyosite
La dermatopolymyosite associe, sur le plan clinique, myalgies, diminution de la force musculaire, érythème périorbitaire et œdème sous-cutané[réf. souhaitée].

### Erythema gyratum repens
Cette manifestation cutanée peut-être à l'origine des cancers pulmonaire, mammaire, ORL, digestif, utérin, vessie ou de prostate, C'est une dermatose très rare, prurigineuse, marquée par des lésions érythémateuses arciformes, en bandes ondulées, squameuses, concentriques, serpigineuses, réalisant un aspect de vagues, à collerette desquamative. Ces lésions s’étendent rapidement, du tronc et partie proximale des membres. Les extrémités acrales et le visage sont respectés, sauf hyperkératose palmoplantaire, possibilité d’ichtyose…

### Ichtyose acquise
D'installation progressive, habituellement chez un homme jeune, c'est l'apparition d'un aspect ichtyosique (peau sèche, épaissie, squameuse) au niveau des grands plis (l'ichtyose héréditaire ne touche pas les grands plis) ; elle signe le plus souvent l'existence d'une maladie de Hodgkin ou d'un autre lymphome. Elle peut accompagner un cancer viscéral.

### Ostéoarthropathie hypertrophiante pneumique (syndrome de Pierre Marie-Bamberger)
Entité associant hippocratisme digital, apposition périostée au niveau des os longs, polysynovite avec douleurs articulaires. 
Cancers impliqués : surtout cancer bronchique de type adénocarcinome mais autres cas décrits (rein, sein, etc.)

### Pyoderma gangrenosumet syndrome de Sweet
également rencontrés dans les maladies inflammatoires chroniques de l'intestin.

## Troubles neurologiques

### Encéphalopathie
L'encéphalite limbique paranéoplasique (ELP), avec anticorps dirigés contre des antigènes intracellulaires ou membranaires, se présente sous la forme de troubles aigus ou subaigus de la mémoire antérograde, de troubles du comportement, un syndrome confusionnel, associés ou non à des crises d'épilepsie de type temporal.
C'est au cancer du sein, à une tumeur germinale du testicule, à un carcinome pulmonaire à petites cellules (CPPC), un thymome que l'ELP est généralement associée.

### Neuropathie sensitive
Syndrome de Denny Brown
Association d'anticorps anti Hu, d'une neuropathie sensitivomotrice subaiguë et d'une encéphalomyélite

### Syndrome myasthénique de Lambert Eaton
Ce syndrome est dû à la production d'auto-anticorps liés à la reconnaissance par le système immunitaire d'un individu d'antigènes communs entre une tumeur maligne (le plus souvent pulmonaire) et structures membranaires de cellules saines de l'organisme. Ces anticorps vont bloquer les canaux calciques présents dans la membrane des boutons neuronaux pré-synaptiques des neurones contrôlant la contraction des muscles striés squelettiques. En bloquant ces canaux, les anticorps limitent  la libération d'acétylcholine, et donc diminuent l'activation des récepteurs ACh post-synaptique de la plaque motrice.
Il en résulte une diminution importante de la force musculaire.

## Autres troubles paranéoplasiques

### Troubles osseux
Ostéoarthropathie hypertrophiante pneumique (syndrome de Pierre-Marie et Foix)

### Syndrome de Stauffer
Biologie hépatique perturbée, associée à une hépatomégalie lors de cancer du rein.